# Journet
Journet ist eine französische Gemeinde mit 368 Einwohnern (Stand: 1. Januar 2022) im Département Vienne in der Region Nouvelle-Aquitaine. Sie gehört zum Arrondissement Montmorillon und zum Kanton Montmorillon. Die Einwohner werden Journetiens genannt.

## Geografie
Journet liegt etwa 56 Kilometer ostsüdöstlich von Poitiers im Osten der historischen Provinz Poitou. Nachbargemeinden von Journet sind Haims und Béthines im Norden, Liglet im Osten und Nordosten, La Trimouille im Osten, Saint-Léomer im Süden, Montmorillon  im Südwesten sowie Jouhet im Westen und Nordwesten.

## Bevölkerungsentwicklung
| Jahr                      | 1962 | 1968 | 1975 | 1982 | 1990 | 1999 | 2006 | 2013 |
| Einwohner                 | 602  | 574  | 518  | 465  | 412  | 398  | 378  | 349  |
| Quelle: Cassini und INSEE |      |      |      |      |      |      |      |      |

## Sehenswürdigkeiten
Siehe auch: Liste der Monuments historiques in Journet
- Kirche Saint-Martin, seit 1935 Monument historique
- Priorat in Villesalem aus dem 12. Jahrhundert
- Totenlaterne, Monument historique
- Domäne Le Ry-Chazerat

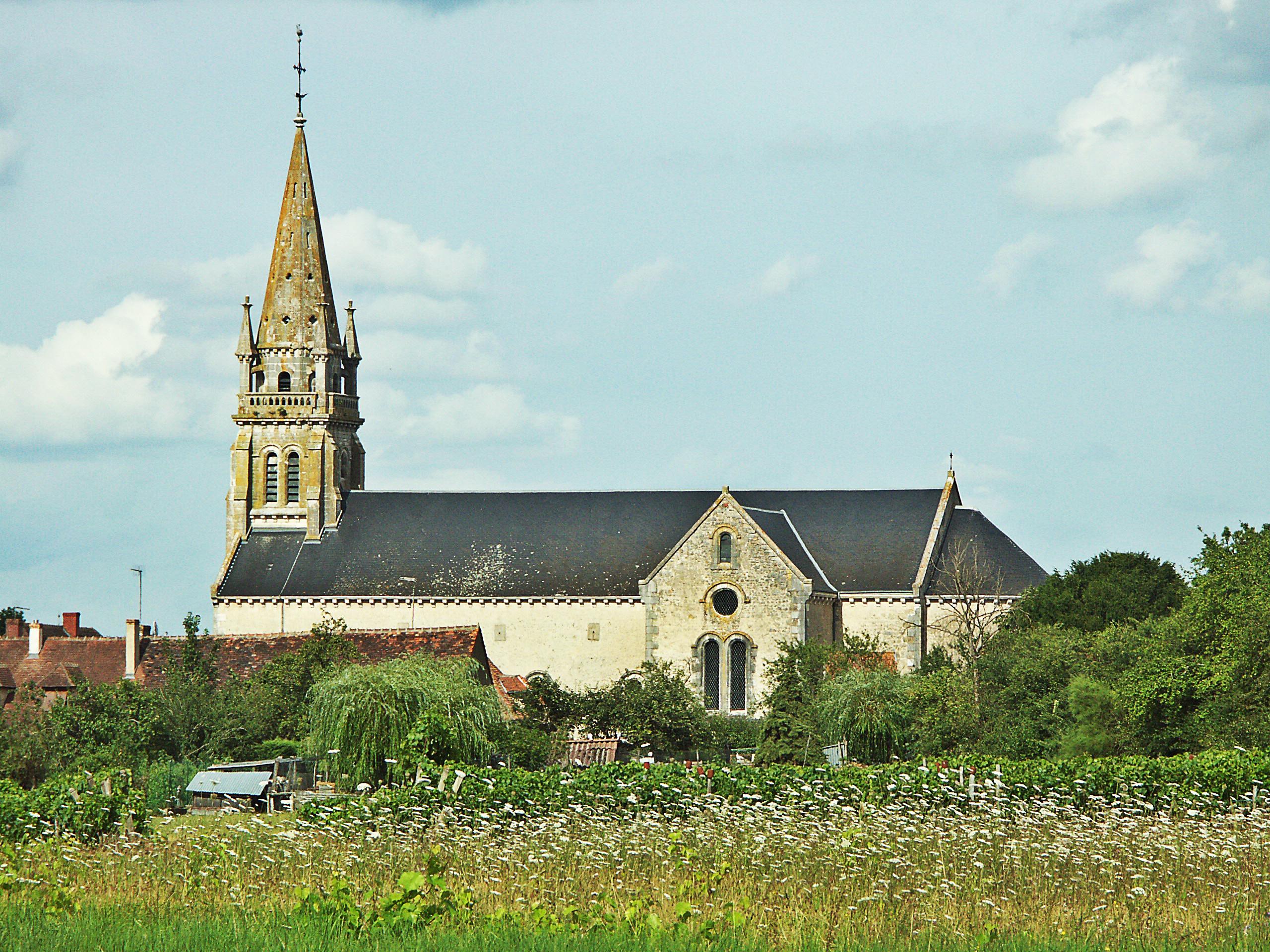
Kirche Saint-Martin
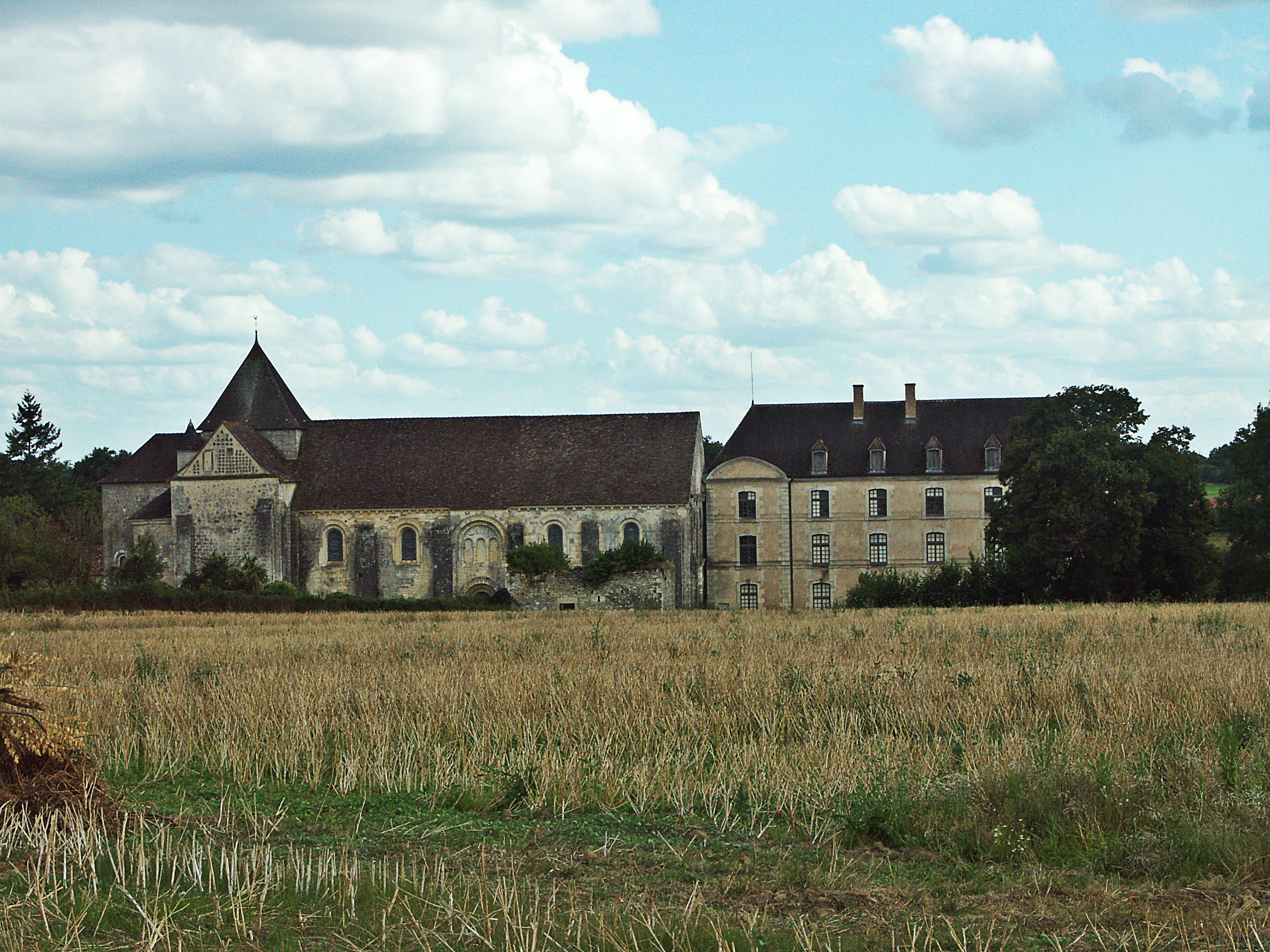
Priorat von Villesalem
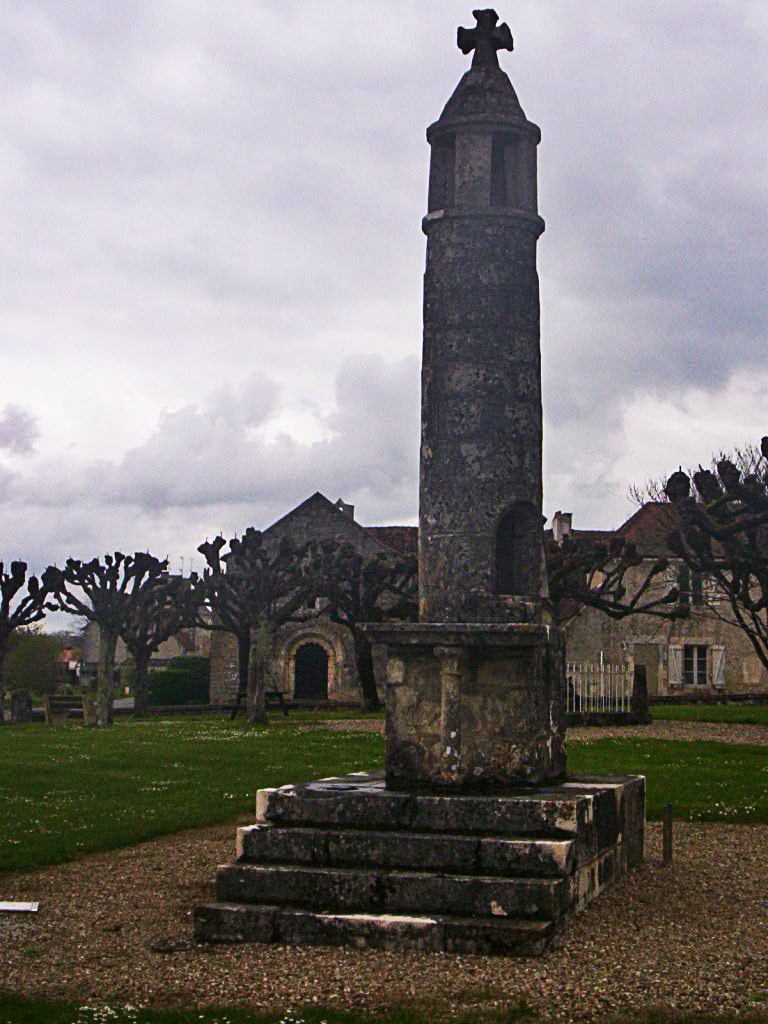
Totenlaterne
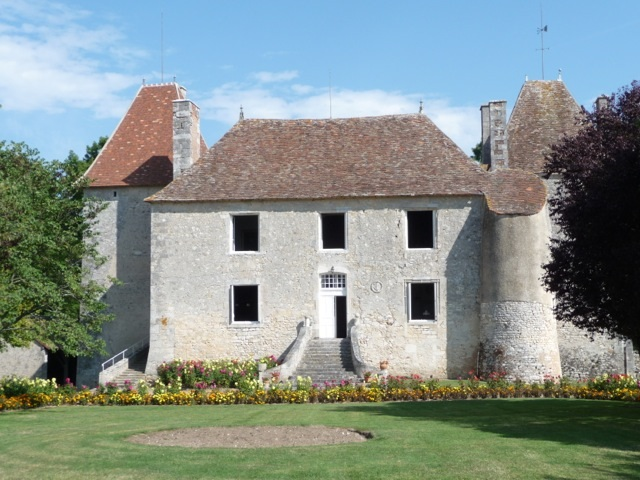
Domäne Le Ry-Chazerat